# Vila Arroio Pavuna

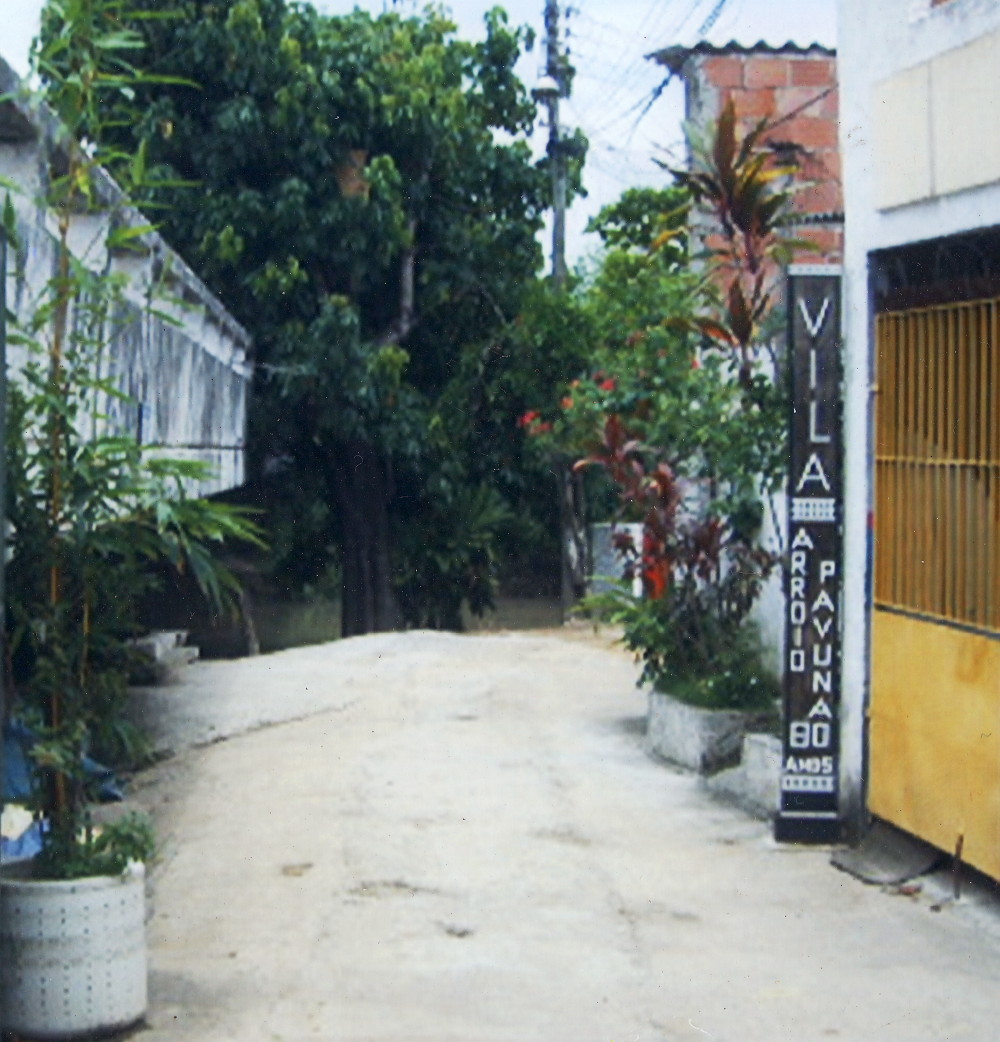
Entrada da vila de pescadores Arroio Pavuna, 2010.

A Vila Arroio Pavuna é uma favela localizada na foz do Arroio Pavuna, que desagua na Lagoa de Jacarepaguá, no município do Rio de Janeiro, no estado do Rio de Janeiro, no Brasil.

## História
A comunidade de pescadores que hoje ocupa as margens do Arroio Pavuna já existia desde a década de 1910, habitando a Praia das Pedrinhas, à margem da Lagoa de Jacarepaguá. No ano de 1938, a comunidade se transferiu para a foz do Arroio Pavuna, cujas águas desembocam na lagoa. O Arroio Pavuna foi o antigo marco divisório entre as fazendas de Martim Correia de Sá e Gonçalo Correia de Sá, filhos de Salvador Correia de Sá, o Velho, que governou o Rio de Janeiro de 1578 a 1598.

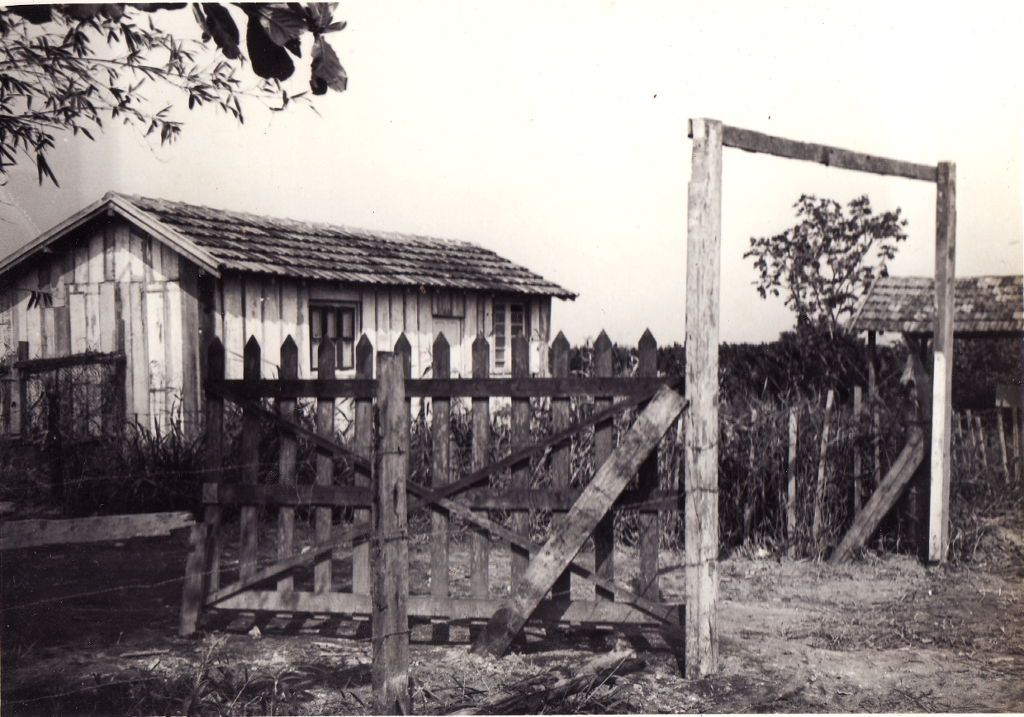
Foto de uma das casas da vila de pescadores do Arroio Pavuna, 1966.

Na década de 1960, o robalo abundava as águas da Lagoa de Jacarepaguá. Pescadores vindos de vários bairros próximos, como Campo Grande e Senador Camará, ao final do dia, retiravam suas redes repletas do peixe, que depois seria vendido nas feiras. Também eram pescadas a tainha e a curvina, que vinham do mar para desovar nas raízes do extenso manguezal. Nos anos 1980 e 1990, os moradores tiveram seu primeiro embate com a empreiteira que queria a saída dos moradores, pois estavam muito próximo de onde seria construído um grande condomínio de luxo. Os moradores lutaram contra esta ideia e venceram, permanecendo no lugar. Em 2006, os moradores não tiveram tempo de lutar pela permanência: em tempo recorde, as casas foram demolidas para construção de um acesso aos condomínios Rio II e Cidade Jardim.         

No lugar onde havia as 68 casas, nada foi construído. Foi feito um jardim, o que demonstra uma limpeza social. As 28 casas restantes em 2007 a prefeitura queria remover para revitalizar o espaço. Começa então uma luta contra a intenção da prefeitura. Com o termino do mandato do prefeito a remoção  ficou para o Prefeito eleito, que colocou em execução o plano de remoção das 28 casas restantes para construção da Via Transcarioca. Começa uma luta contra a ideia da prefeitura a de retirar toda  comunidade. Em março de 2013 ficou acertado que sairia somente 5 moradias e não toda comunidade com queria a prefeitura. Assim a comunidade permanece com 23 casas. A SPU (Secretaria do Patrimônio da União ) proprietária da terra esta fazendo a Regularização Fundiária.

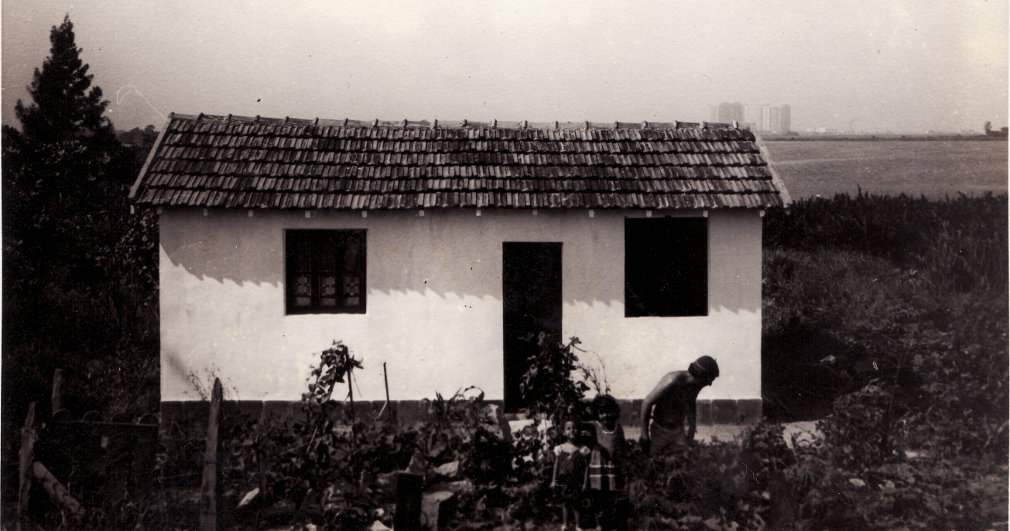
Uma das primeiras casas de alvenaria da Vila de Pescadores Arroio Pavuna, 1979. O Sr. Carlos Dazzi, que aparece na foto, ainda possui descendentes morando no lugar.

O linguado, espécie muito exótica e que exige água sempre limpa, existia igualmente na lagoa. A "saveia", ou savelha, servia de alimento às garças brancas e azuis, flamingos e grous que visitavam a Lagoa de Jacarepaguá, atraídos pelos peixes. Era possível, até os anos de 1970, avistar durante o dia, estirados ao sol, jacarés-de-papo-amarelo; famílias inteiras de capivaras, pastando as margens da lagoa e do arroio; enormes sucuris e lontras, que cruzavam a lagoa e o arroio a nadar.
Até a década de 1980 a lagoa manteve o seu fundo de areia, onde as caraunas desovavam, após fazerem as locas. Era possível andar dentro da lagoa consideráveis distancias, com a água na altura do peito. Na mesma década, toneladas de areia foram retiradas do fundo da lagoa e utilizadas para aterrar a área onde posteriormente foi construído um condomínio de luxo.Onde havia areia, hoje existem canais com 8 a 18 metros de profundidade.
Foram muitos os impactos ambientais que a retirada do fundo de areia da lagoa causou, dentre eles o sumiço de várias espécies das citadas acima, além da a carauna, a 'saveia'e os pitus. A diminuição dos peixes também afastou as garças, e outras aves, como o socó e o biguá. Devido a um programa de aquicultura, houve a introdução na Lagoa de Jacarepaguá da tilápia, uma espécie de hábito alimentar onívoro, que reduziu consideravelmente a já ameaçada fauna nativa.

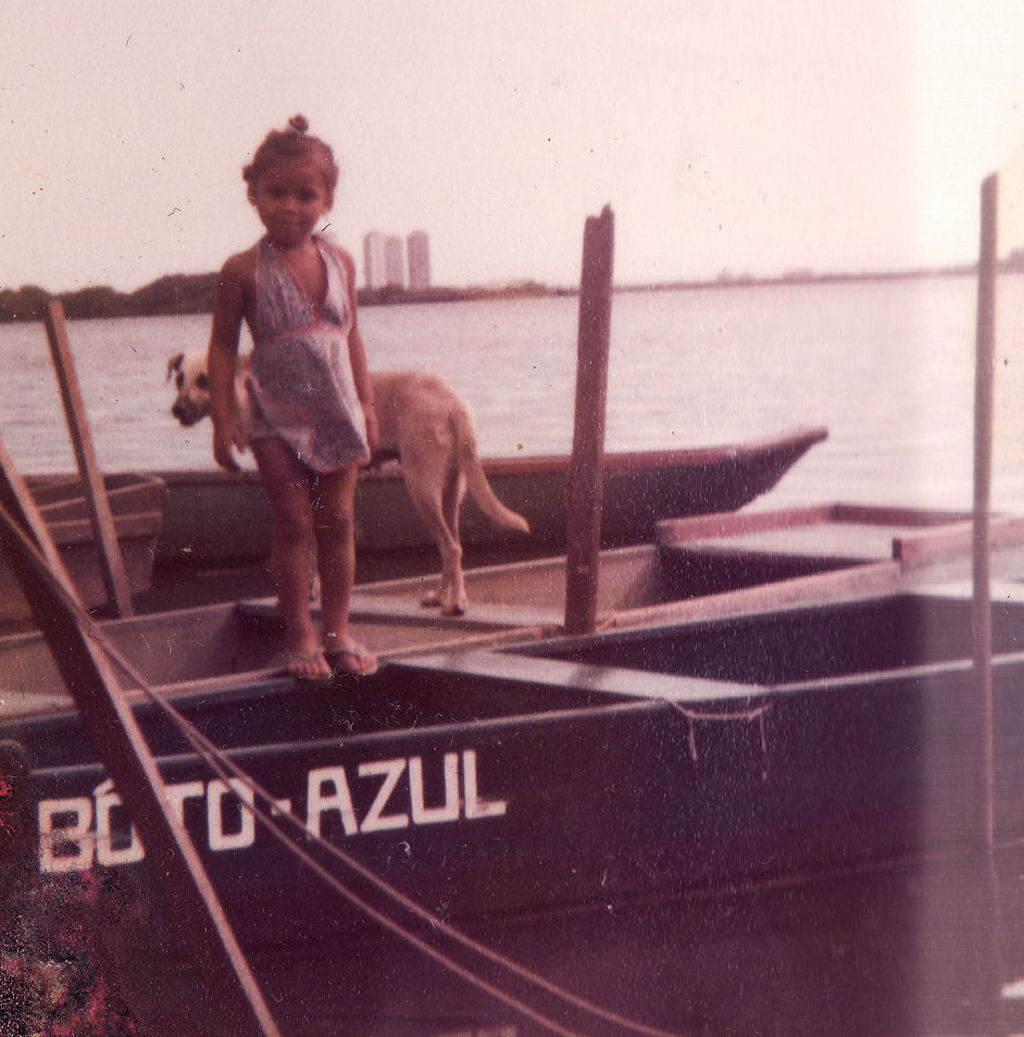
Os pescadores também viviam do aluguel de barcos. Na foto a filha de pescadores do Arroio Pavuna, brincando sobre o barco Bôto-Azul. Ao fundo a Barra da Tijuca, ainda com poucos condomínios de apartamentos, 1980.

Já a poluição na lagoa teve início nos anos de 1990. A partir de então, a pesca praticamente deixou de ser realizada pelos pescadores da Comunidade Arroio Pavuna, que tinham a lagoa como principal fonte de sustento a décadas. Várias famílias do lugar também sobreviviam do aluguel de barcos para pescadores que vinham de fora. Com a diminuição da pesca, essas famílias perderam sua principal fonte de renda. Atualmente, apenas uma família mantem a tradição do aluguel de barcos.
No entanto, pescadores vindos de fora ainda pescam, pois a lagoa e o arroio, mesmo enfrentando inúmeros problemas advindos da especulação imobiliária, não estão completamente mortos. As famílias que lá ainda vivem, descendentes dos primeiros moradores, procuram preservar o que restou da fauna e da flora local, em constante vigilância contra caçadores que perseguem os remanescentes de jacarés e capivaras. Também a Acrostichum aureum, samambaia-do-brejo, protegida por lei ambiental, recebe especial atenção dos moradores da Vila Arroio Pavuna, que zelam pela sua preservação. A interação entre os pescadores, a fauna e a flora local, iniciada em 1910, se mantém através de seus descendentes, formando um elo que comemora, em 2010, 100 anos de história.